# Xã Melrose, Quận Adams, Illinois
Xã Melrose (tiếng Anh: Melrose Township) là một xã thuộc quận Adams, tiểu bang Illinois, Hoa Kỳ. Năm 2010, dân số của xã này là 5.746 người.